# Pietrasze (powiat gołdapski)
Pietrasze (niem. Pietraschen) – wieś w Polsce położona w województwie warmińsko-mazurskim, w powiecie gołdapskim, w gminie Gołdap.
Wieś została założona przez Piotra Skomackiego z powiatu straduńskiego w 1566 lub 1568 roku.
W latach 1975–1998 miejscowość należała administracyjnie do województwa suwalskiego.
Podczas akcji germanizacyjnej nazw miejscowych i fizjograficznych (tzw. chrzty hitlerowskie) utrwalona historycznie nazwa niemiecka Pietraschen została w 1938 r. zastąpiona przez administrację nazistowską sztuczną formą Rauental. 